# Ben Chilwell
Benjamin James Chilwell, född 21 december 1996, är en engelsk fotbollsspelare som spelar för Crystal Palace, på lån från Chelsea. Han representerar även Englands landslag.

## Klubbkarriär

### Leicester City
Chilwell debuterade för Leicester City i Engelska Ligacupen den 27 oktober 2015 i en match mot Hull City.
Chilwell gjorde sin Premier League-debut den 26 december 2016 i en 2–0-förlust mot Everton.

#### Huddersfield Town (lån)
Den 19 november 2015 lånades Chilwell ut till Championship-klubben Huddersfield Town på ett låneavtal fram till 3 januari 2016. Han debuterade den 28 november 2015 i en 2–0-förlust mot Middlesbrough.

### Chelsea
Den 26 augusti 2020 värvades Chilwell av Chelsea, där han skrev på ett femårskontrakt. Den 11 april 2023 förlängdes kontraktet till sommaren 2027.
Den 3 februari 2025 lånades Chilwell ut till Crystal Palace på ett låneavtal över resten av säsongen 2024/2025.

## Landslagskarriär
Chilwell debuterade för Englands landslag den 11 september 2018 i en 1–0-vinst över Schweiz, där han blev inbytt i den 79:e minuten mot Danny Rose.